# Eliza Acton

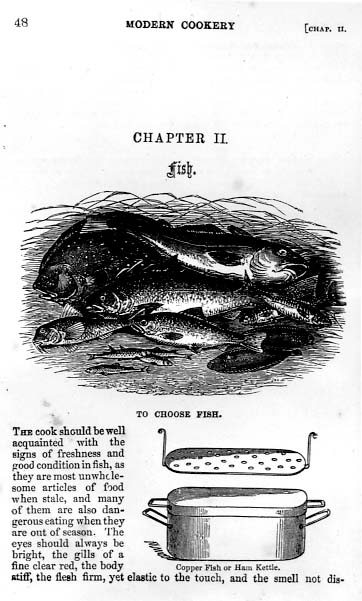
Receta de cocina de Eliza Acton.

Elizabeth 'Eliza' Acton (17 de abril de 1799-13 de febrero de 1859) fue una cocinera inglesa que diseñó y escribió libros de cocina dedicados a lectores caseros (no profesionales), como por ejemplo: Modern Cookery for Private Families. En este libro introduce la que ahora es práctica generalizada en las recetas de cocina de listar al comienzo los ingredientes a emplear. El libro estuvo en impresión hasta el año 1914. Acton fue también una poetisa romántica.

## Obras
- Poems (Ipswich, 1826).[3]
- The Chronicles of Castel Framlingham (poema, Sudbury Chronicle, 1838).
- The Voice of the North (poema commemorativo sobre la primera visita de la reina Victoria a Escocia en 1842).
- Modern Cookery for Private Families (London, 1845).
- The English Bread Book (1857).